# Maria Sandel

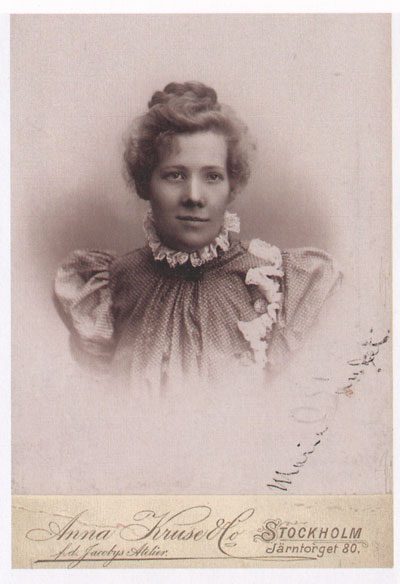
Maria Sandel um 1900

Maria Gustafva Albertina Teresia Sandel (* 30. April 1870 in Stockholm; † 3. April 1927 ebendort) war eine schwedische Schriftstellerin und Textilarbeiterin. Sie gilt als Pionierin der schwedischen Arbeiterliteratur und scharfsinnige Feministin.

## Leben
Maria Sandel wurde am 30. April 1870 auf Kungsholmen in Stockholm geboren und wuchs in ärmlichen Verhältnissen auf. Ihre Eltern, der Knecht und Lastenträger Carl Gustaf Sandell und die Trikotstrickerin Maria Charlotta Killander, waren nicht verheiratet. Sie nahm den Familiennamen ihres Vaters an, verkürzte ihn als Schriftstellerin 1890 jedoch zu „Sandel“. Mit 12 Jahren musste sie die Schule beenden, um zur Versorgung der Familie beitragen zu können. Als 17-Jährige emigrierte sie 1887 in die USA, wo sie unter anderem als Dienstmädchen arbeitete und Englisch lernte, kehrte aber nach vier Jahren zurück. Wie ihre Mutter war sie über Jahre hinweg als Trikotstrickerin an einer Strickmaschine tätig; diese Form der Heimarbeit wurde pro fertigem Kleidungsstück und üblicherweise sehr schlecht bezahlt. Im Alter von 25 Jahren wurde sie aus unbekannten, möglicherweise ererbten Gründen taub; auch ihre Mutter war vollständig taub. Wenige Jahre später kam eine starke Sehbehinderung hinzu. Um 1900 betrieb Maria Sandel mit ihrer Mutter zusammen einen Milchladen in der Parmmätaregatan 23 in Kungsholmen, wobei Kundenwünsche über Zettel mitgeteilt wurden. Als dieses Zuhause jedoch wegen Feuchtigkeit von den Gesundheitsbehörden als unbewohnbar erklärt wurde, mussten die beiden 1902 in das Wohngebiet Skogshyddan mit barackenähnlichen Notunterkünften für arme Familien umziehen. In einem einfachen Raum mit einem Kachelofenherd lebte Maria Sandel für den Rest ihres Lebens, nach dem Tod ihrer Mutter 1908 allein. Zeitgenossen beschrieben sie als einzelgängerisch und menschenscheu, sie wechselte aber Briefe mit einigen Personen.
Trotz der kurzen Schulzeit und ihrer doppelten Behinderung eignete sich Maria Sandel eine literarische Bildung an. Sie konnte Bücher auf Englisch, Deutsch und Französisch lesen; ihren Lesehunger stillte sie mit Hilfe der Arbeiterbibliothek. Ihr soziales und politisches Engagement brachten sie dazu, selbst zu schreiben. Ab 1896 war sie Mitglied in dem 1892 von sozialdemokratischen Frauen gegründeten Stockholms allmänna kvinnoklubb (SAK, „Stockholms allgemeiner Frauenclub“), später umbenannt in Kvinnornas Fackförbund („Gewerkschaftsbund der Frauen“), der sich aktuellen sozialen Problemen durch die Proletarisierung wie zerfallende Familien, Alkoholismus, Prostitution und verlassene Kinder widmete und sich für die Organisation von Frauen in Gewerkschaften einsetzte sowie feministische Kritik an der Haltung männlicher Parteikameraden zur Industriearbeit von Frauen äußerte. Einen großen Einfluss auf ihre Schreibmöglichkeiten hatten ihre Kontakte mit sozial engagierten bürgerlichen Frauen durch die von Ellen Key gegründete Gruppe Tolfterna; unter anderem gab ihr Amalia Fahlstedt den literarischen Ratschlag, Prosaschilderungen ihres Alltags statt hochgestimmter Kampflyrik zu schreiben, und konkrete Hilfe: So organisierte Amalia Fahlstedt 1903 eine Spendensammlung, um Maria Sandel die Rekonvaleszenz nach einem Krankenhausaufenthalt zu ermöglichen.
Als Maria Sandel mit 56 Jahren am 3. April 1927 im Sabbatsberg-Krankenhaus (Sabbatsbergs sjukhus) starb, hatte sie die Korrektur ihres letzten Buches gerade eingereicht. Zu ihrer Bestattung auf dem Skogskyrkogården am 10. April 1927 kam ein großes Aufgebot von etwa 100 Personen aus der Arbeiterbewegung.

## Werk

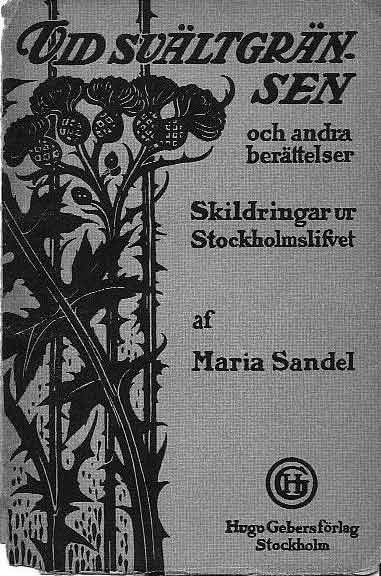
Schutzumschlag ihres ersten Buches (1908 erschienen)

Während ihrer Zeit in den USA erschienen die ersten Texte von Maria Sandel in der schwedisch-amerikanischen Zeitschrift Nordstjernan. Ihr erstes Gedicht, Förändringen („Die Veränderung“), wurde 1888 gedruckt; zehn weitere Gedichte folgten in demselben Jahr. Ab 1899 veröffentlichte sie zunächst vor allem Kampfgedichte und Novellen in der sozialdemokratischen Arbeiterpresse, zum Beispiel in der Tageszeitung Social-Demokraten. Sie gab auch der ab 1904 vom Kvinnornas Fackförbund („Gewerkschaftsbund der Frauen“) herausgegebenen Zeitschrift Morgonbris den Namen.
Eine Sammlung von neun ihrer zuvor in Zeitungen und Zeitschriften publizierten Novellen erschien 1908 unter dem Titel Vid svältgränsen och andra berättelser („An der Hungergrenze und andere Erzählungen“) in Buchform; die Reinschrift und den Klappentext dafür hatte die sozial engagierte Kinderbuchautorin Cecilia Milow angefertigt. Ebenso wie die nächsten beiden Romane Familjen Vinge: en bok om verkstadsgossar och fabriksflickor („Die Familie Vinge: Ein Buch über Werkstattjungen und Fabrikmädchen“, 1909 als Fortsetzungsroman in Social-Demokraten von der Druckerei-Aktiengesellschaft der Gewerkschaft, 1913 in neuer Auflage mit erzwungenen Streichungen und Änderungen in Albert Bonniers förlag veröffentlicht) und Virveln („Der Wirbel“, vor dem Hintergrund des Generalstreiks von 1909, publiziert 1913 in Tidens förlag) wurde ihr erstes Buch als in der Form mangelhaft, romantisiert und melodramatisch kritisiert, aber zugleich für die Innenansichten aus dem Armenviertel geschätzt. Mit starkem sozialem Pathos schildert sie darin dreckige Fabrikumgebungen, trostlose Heimarbeit, Ehefrauenmisshandlung und Risiken der Erotik, aber auch warme alltägliche Gemeinschaft. Fast immer stehen hart arbeitende Frauen im Zentrum der Erzählung, deren niedrige Löhne kaum für das Lebensnotwendigste reichen.
In ihren späteren Romanen entwickelte sie ihre stilistischen Fähigkeiten weiter und näherte sich der bürgerlichen Literatur ihrer Zeit und einer pessimistisch-naturalistischen Literaturtradition an. Die Gestaltung der sozialen Unterschicht wird in Hexdansen („Der Hexentanz“, 1919) und Mannen som reste sig („Der Mann, der sich erhob“, 1927) mit einer gewissen Misanthropie verknüpft. Als ihren interessantesten und lebendigsten Roman sahen mehrere Literaturkritiker gegen Ende des 20. Jahrhunderts jedoch Droppar i folkhavet („Tropfen im Menschenmeer“, 1924), in dem sich eine barsche und lebenserfahrene Vermieterin einer bettelarmen alleinerziehenden Fabrikarbeiterin annimmt. In einem Kapitel kommen auch zwei Prostituierte vor, die eine Beziehung miteinander haben.
Die sozialistische und feministische Grundauffassung prägt ihre Verfasserschaft. Mit ihren Werken beabsichtigte Maria Sandel, die Sicht von Männern auf Frauen zu reformieren. Wiederkehrende Themen sind die miserablen Arbeitsbedingungen von Frauen, Wahlberechtigung, Prostitution, illegale Schwangerschaftsabbrüche, unverheiratete Mütter, Alkoholismus und die allgemeine Unzuverlässigkeit der Männer sowie schlechte und beengte Wohnungen, aber auch Solidarität, Stolz und Gemeinschaft von Frauen und ihre Freude über die kleinen Lichtpunkte im Alltag. Über Diebstahl und Mord hinaus werden auch tabubehaftete Themen wie Lesbianismus, Vergewaltigung, die Ermordung von Kindern und Pädophilie geschildert.
Neben eigenen Eindrücken ihrer Umgebung sind in Maria Sandels Büchern auch Einflüsse der sozialen Melodramen von Charles Dickens und zeitgenössischer Arbeiterliteratur, beispielsweise von Martin Koch, der seinerseits von ihr beeinflusst wurde, festzustellen. Die zentrale Thematik und moralische Perspektive in ihren Romanen, ausgedrückt in der Bedeutung des Kampfes gegen „niedere“ Triebe und dem Streben nach Bildung, Würde und Selbstkontrolle, spiegelt das Denken der damaligen Arbeiterbewegung wider. Einen ideologischen Einfluss von Ellen Key deuten die Huldigung der Mutterschaft und die gespaltene Sicht auf die Möglichkeit eines selbstbestimmten erotischen Lebens von Frauen an. Auffällig in Maria Sandels Schreibstil sind die vielen Stilbrüche: Zwischen melodramatischem oder naturalistischem Ernst steht überraschend urkomischer, versöhnender Humor.
Ihr Werk bildete einen wichtigen Teil der sich entwickelnden Arbeiterkultur, welche die schwedische Literatur erneuern sollte und sowohl Akademiemitglieder als auch Nobelpreisträger hervorbrachte. Ihr selbst blieb die soziale Mobilität allerdings verwehrt.

## Rezeption
Nach ihr wurde die Straße Maria Sandels gränd auf Kungsholmen benannt. 2011 wurde in Stockholm die Maria Sandelsällskapet („Die Maria-Sandel-Gesellschaft“) gegründet, um zur Forschung und Information rund um Maria Sandel beizutragen und Schriftstellerei in ihrem Sinn zu fördern.

## Bibliographie (Auswahl)
- Vid svältgränsen och andra berättelser. Skildringar ur Stockholmslifvet. Hugo Gebers Förlag, Stockholm 1908 (schwedisch, Text auf Litteraturbanken.se).
- Familjen Vinge. En bok om verkstadsgossar och fabriksflickor. Fackföreningarnes tryckeriaktiebolag, Stockholm 1909 (schwedisch, Text auf Litteraturbanken.se).
- Virveln. Tidens förlag, Stockholm 1913 (schwedisch, Text auf Litteraturbanken.se).
- Hexdansen. Tidens förlag, Stockholm 1919 (schwedisch, Text auf Litteraturbanken.se).
- Droppar i folkhavet. Tidens förlag, Stockholm 1924 (schwedisch, Text auf Litteraturbanken.se).
- Mannen som reste sig. Tidens förlag, Stockholm 1927 (schwedisch, Text auf Litteraturbanken.se).